# Lawsonia (insecte)
Genre
Lawsonia est un genre d'insectes coléoptères de la famille des Anthribidae.